# Løgtingswahl 2022
- Republikaner: 6
- Sozialdemokraten: 9
- Fortschritt: 3
- Unionisten: 7
- Zentrumspartei: 2
- Volkspartei: 6

Die Løgtingswahl 2022 auf den Färöern fand am Samstag den 8. Dezember 2022 statt. Es war die 21. Parlamentswahl seit Erlangung der inneren Selbstverwaltung (heimastýri) im Jahr 1948.

## Zur Wahl stehende Parteien
Zur Wahl meldeten sich sieben Parteien beim Wahlleiter an.
| Parteien | Parteien              | Parteien               |
| Liste    | Liste                 | Vorsitz                |
| -------- | --------------------- | ---------------------- |
|          | A – Fólkaflokkurin    | Beinir Johannesen      |
|          | B – Sambandsflokkurin | Bárður á Steig Nielsen |
|          | C – Javnaðarflokkurin | Aksel V. Johannesen    |
|          | D – Sjálvstýri        | Sámal Petur í Grund    |
|          | E – Tjóðveldi         | Høgni Hoydal           |
|          | F – Framsókn          | Ruth Vang              |
|          | H – Miðflokkurin      | Jenis av Rana          |

## Wahlergebnis
| Partei                                          | Partei                                          | Stimmen | Stimmen  | Stimmen | Sitze  | Sitze |
| Partei                                          | Partei                                          | Anzahl  | %        | +/−     | Anzahl | +/−   |
| ----------------------------------------------- | ----------------------------------------------- | ------- | -------- | ------- | ------ | ----- |
|                                                 | C – Javnaðarflokkurin                           | 9.094   | 26,6 %   | ▲4,5    | 9      | ▲2    |
|                                                 | B – Sambandsflokkurin                           | 6.834   | 20,0 %   | ▼0,3    | 7      | ▬     |
|                                                 | A – Fólkaflokkurin                              | 6.473   | 18,9 %   | ▼5,6    | 6      | ▼2    |
|                                                 | E – Tjóðveldi                                   | 6.057   | 17,7 %   | ▼0,4    | 6      | ▬     |
|                                                 | F – Framsókn                                    | 2.571   | 7,5 %    | ▲2,9    | 3      | ▲1    |
|                                                 | H – Miðflokkurin                                | 2.242   | 6,6 %    | ▲1,2    | 2      | ▬     |
|                                                 | D – Sjálvstýri                                  | 938     | 2,7 %    | ▼0,7    | 0      | ▼1    |
| Gesamt                                          | Gesamt                                          | 34.209  | 100,0 %  |         | 33     | ▬     |
| Gültige Stimmen                                 | Gültige Stimmen                                 | 34.209  | 99,57 %  |         |        |       |
| Ungültige Stimmen                               | Ungültige Stimmen                               | 52      | 0,15 %   |         |        |       |
| Leere Stimmzettel                               | Leere Stimmzettel                               | 95      | 0,28 %   |         |        |       |
| Abgegebene Stimmen                              | Abgegebene Stimmen                              | 34.356  | 100,00 % |         |        |       |
| Anzahl der Wahlberechtigten und Wahlbeteiligung | Anzahl der Wahlberechtigten und Wahlbeteiligung | 39.020  | 88,0 %   |         |        |       |
| Quelle: KVF                                     |                                                 |         |          |         |        |       |